# Luther Standing Bear
Luther Standing Bear, nom donat pels estatunidencs al sioux Ota Kte (Reserva de Pine Ridge, Dakota del Sud, 1868-1939). Indi brulé, el seu pare el va enviar a l'escola de Carlisle el 1879-1884, on va aprendre amglès i adoptà un nom anglitzat. Fou ajudant a l'escola de la reserva de Rosebud i el 1902 marxà a Europa amb el show de Buffalo Bill. El 1905 tornà per ser cap del seu clan i viatjà a Washington per a demanar la ciutadania nord-americana. Així deixà la reserva, el 1912 va fer d'actor a films de Tom Ince i va escriure My People, the Sioux (1928), My Indian Boyhood (1931), Land of the Spotted Eagle (1933), i Stories of the Sioux (1934).